# 착즙기
착즙기(搾汁機)는 물기가 들어 있는 물체를 압착하여 즙을 짜는 기계이다. 채소 등의 즙을 내 녹즙을 먹을 수 있도록 만든 것은 녹즙기(綠汁機)라고도 부른다.
주스기(juice器)는 야채나 과일로 즙을 짜내기 위한 기구이다. 식품을 가는 원판꼴의 커터(cutter)와 커터에 간 식품으로부터 원심력에 의해 액즙(液汁)을 분리해 내는 원심통이 모터로 매분 3000회 정도의 속도로 회전한다. 원심통과 커터를 넣은 케이스를 믹서의 컵처럼 분리할 수 있으며, 또, 케이스의 뚜껑에는 식품의 투입구와 그것을 밀어넣는 피스톤(압입봉)이 달려 있다.

## 사진 갤러리

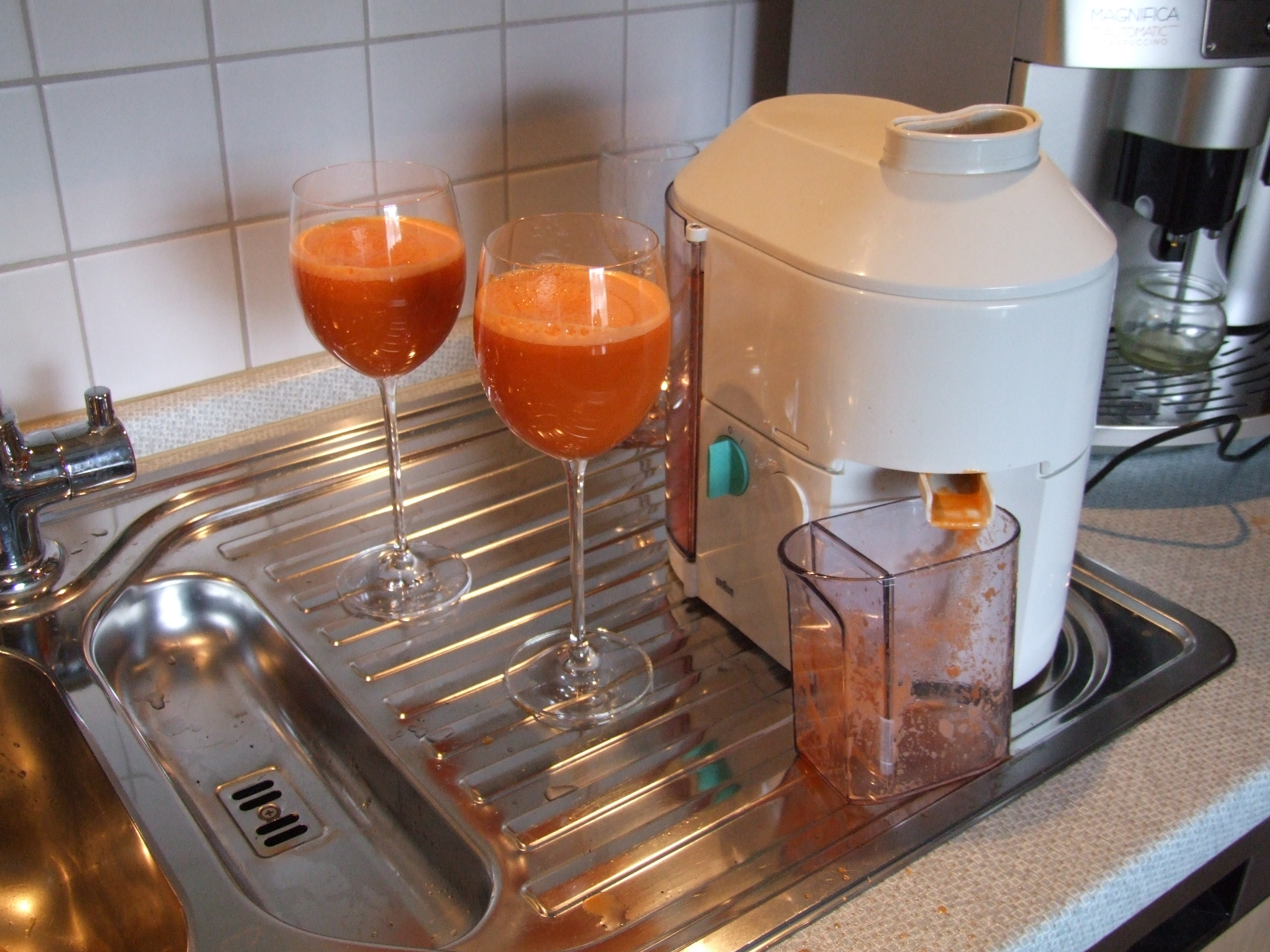
녹즙기와 당근 주스
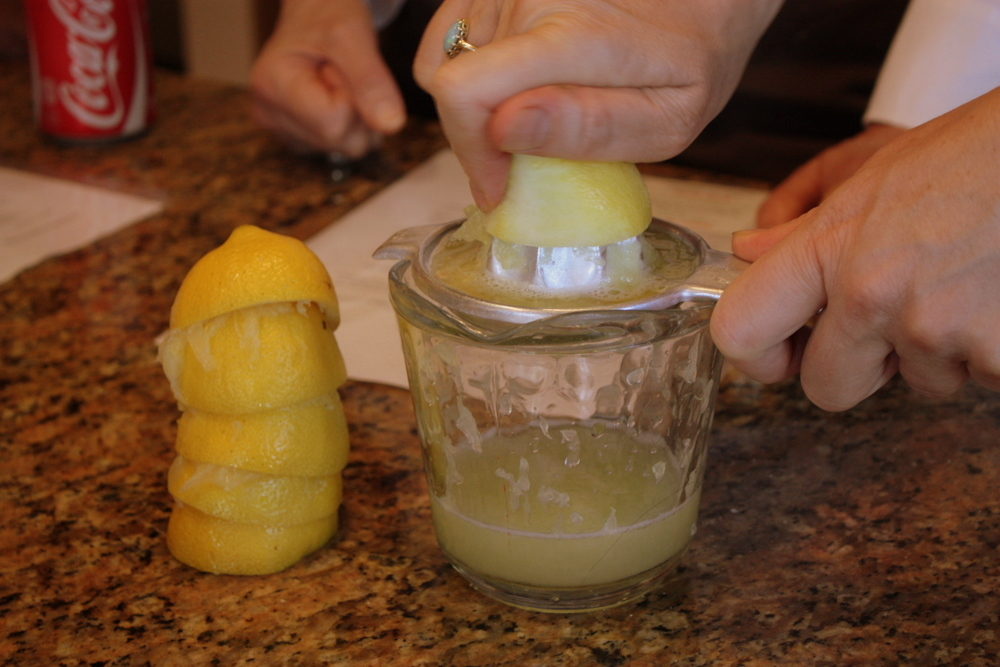
레몬 착즙기
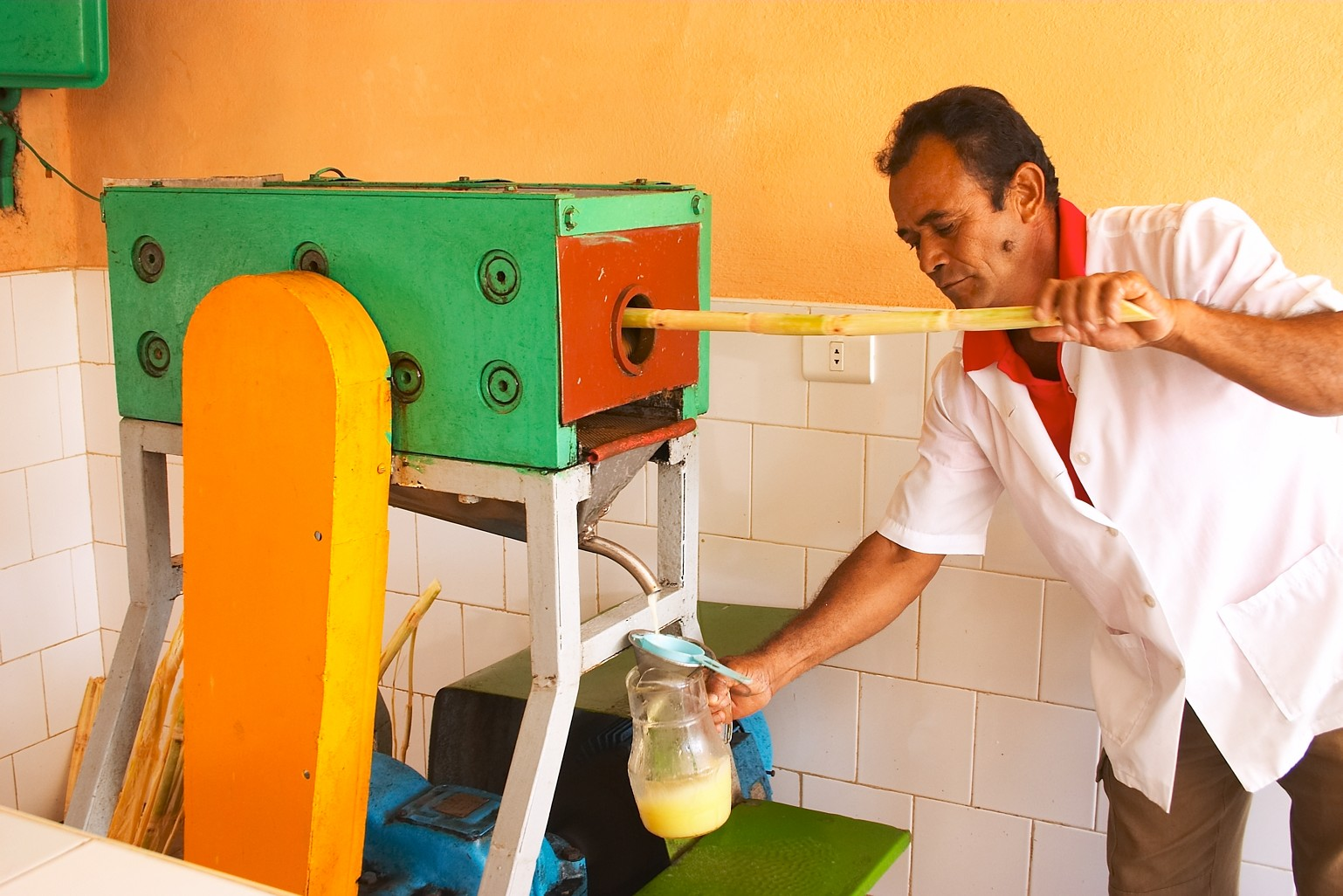
사탕수수 착즙기
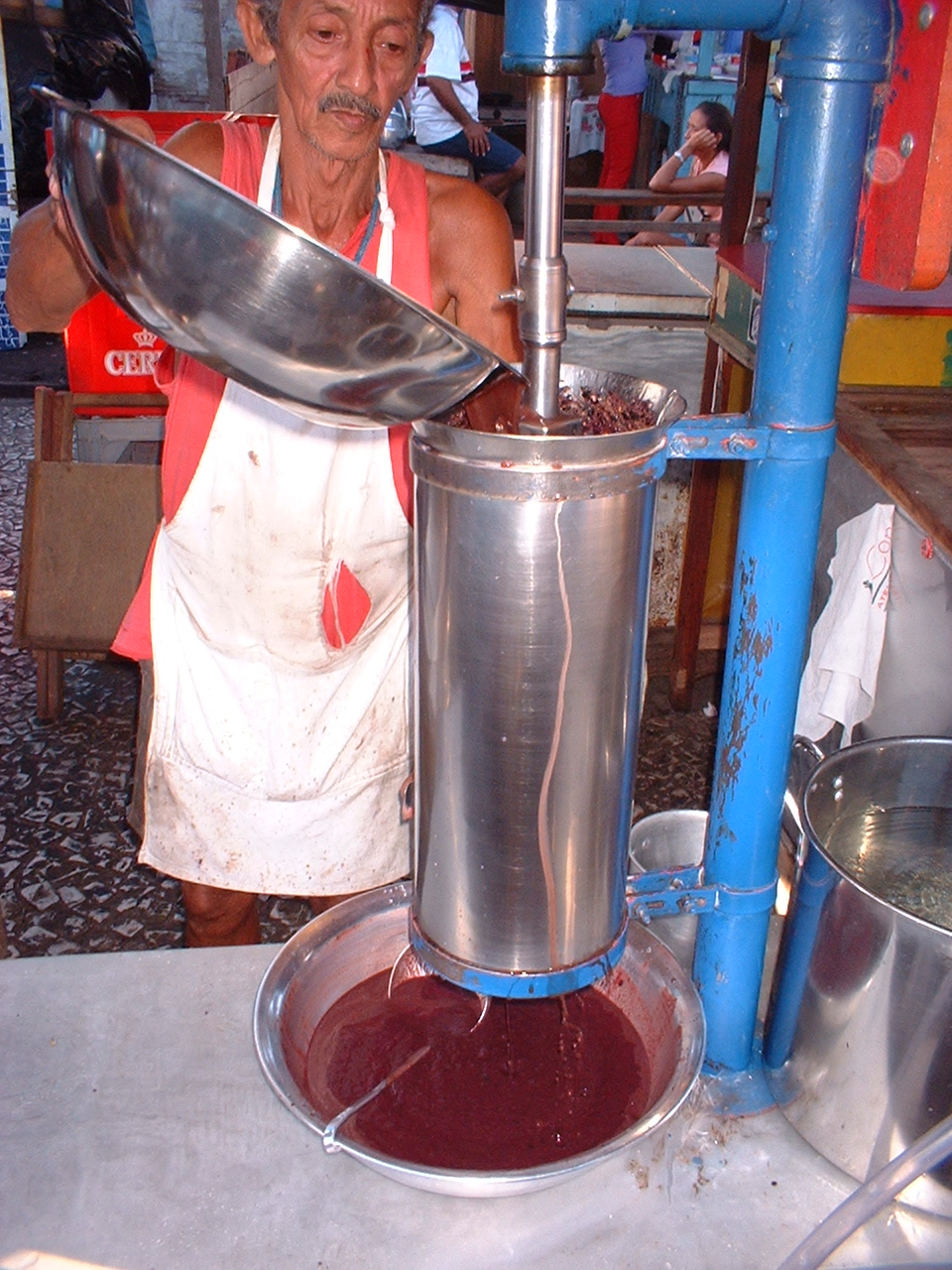
아사이 착즙기

## 같이 보기
- 레몬 스퀴저
- 블렌더